# Nysa (công xã)
Gmina Nysa là một vùng đô thị-nông thôn (công xã) ở Nysa, Opole Voivodeship, ở phía tây nam Ba Lan. Khu vực hành chính của nó là thị trấn Nysa, nằm cách khoảng 48 kilômét (30 mi) về phía tây nam của thủ đô khu vực Opole.
Gmina có diện tích 217,6 kilômét vuông (84,0 dặm vuông Anh), và tính đến năm 2006, tổng dân số của nó là 59.868 (trong đó dân số Nysa lên tới 47.283, và dân số của vùng nông thôn của Gmina là 12,585).

## Làng
Ngoài thị trấn Nysa, Gmina Nysa gồm các làng và các khu định cư của Biała Nyska, Domaszkowice, Głębinów, Goświnowice, Hajduki Nyskie, Hanuszów, Ilawa, Jędrzychów, Kępnica, Konradowa, Koperniki, Kubice, Lipowa, Morów, Niwnica, Podkamień, Przełęk, Radzikowice, Regulice, Rusocin, Sękowice, Siestr817owice, Skorochów, Wierzbięcice, Wyszków ląski và Zł photołowice.

## Gmina lân cận
Gmina Nysa được bao quanh bởi các Gmina của Głuchołazy, Korfantów, ambinowice, Otmuchów, Pakosławice và Prudnik.